# Hayate (destroyer, 1925)
Pour les autres navires du même nom, voir Hayate.
Le Hayate (疾風) est un destroyer de la classe Kamikaze construit pour la Marine impériale japonaise pendant les années 1920.

## Historique
Au moment de l'attaque de Pearl Harbor le 7 décembre 1941, le Hayate rejoint la 29e division du 6e escadron de destroyers (4e flotte). Il quitte Kwajalein le 8 décembre avec la force d'invasion de Wake transportant une garnison des « forces navales spéciales de débarquement » (FNSD). Tôt le matin du 11 décembre, la garnison américaine repoussa les premières tentatives de débarquement des FNSD, soutenues par les croiseurs légers Yūbari, Tenryū et Tatsuta, les destroyers Yayoi, Hayate, Kisaragi, Mutsuki, Oite et Asanagi, deux anciens navires de la classe Momi convertis en patrouilleur (patrouilleur n ° 32 et n ° 33), et deux transports de troupes contenant 450 soldats des FNSD. Après avoir subi de lourdes pertes, les forces japonaises se replièrent avant le débuts des opérations. Au cours de l'opération, le Hayate est coulé à la position 19° 16′ N, 166° 37′ E, à deux milles (3,2 km) au sud-ouest de Wake, par les tirs de l'artillerie côtière de 127 mm, touché par un coup direct dans la soute à munitions. Un seul des 169 hommes d'équipage survit dans cette attaque. Il fut le premier navire de guerre japonais perdu pendant la guerre. Ce fut également le premier revers japonais de la guerre et la seule tentative de débarquement qui échoua lors de la Seconde Guerre mondiale.